# كاستوربا غاندي

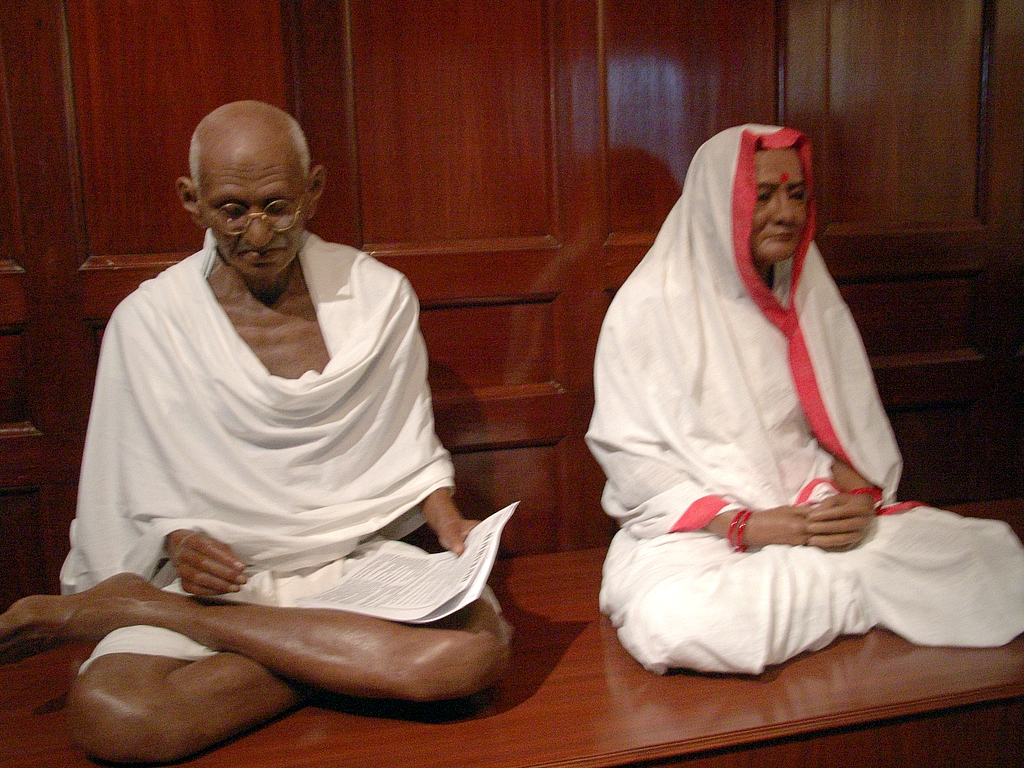
تمثالي موهانداس كرمشاند مهاتما غاندي وكاستوربا غاندي في متحف غاندي، نيودلهي

كاستورباي موهانداس (بالإنجليزية: Kasturba Gandhi) «أو كما يطلق عليها كاستوربا غاندي» (11 أبريل 1869 – 22 فبراير 1944، ولدت في بوربندر، الراج البريطاني) وهي زوجة موهانداس كرمشاند مهاتما غاندي. كانت مثل زوجها ناشطة سياسية تناضل من أجل الحقوق المدنية وإستقلال الهند من الراج البريطاني.

توفيت كاستوربا في 22 فبراير 1944 في بونه، ماهاراشترا بعد صراع طويل مع المرض.

## السيرة الذاتية

### النشأة

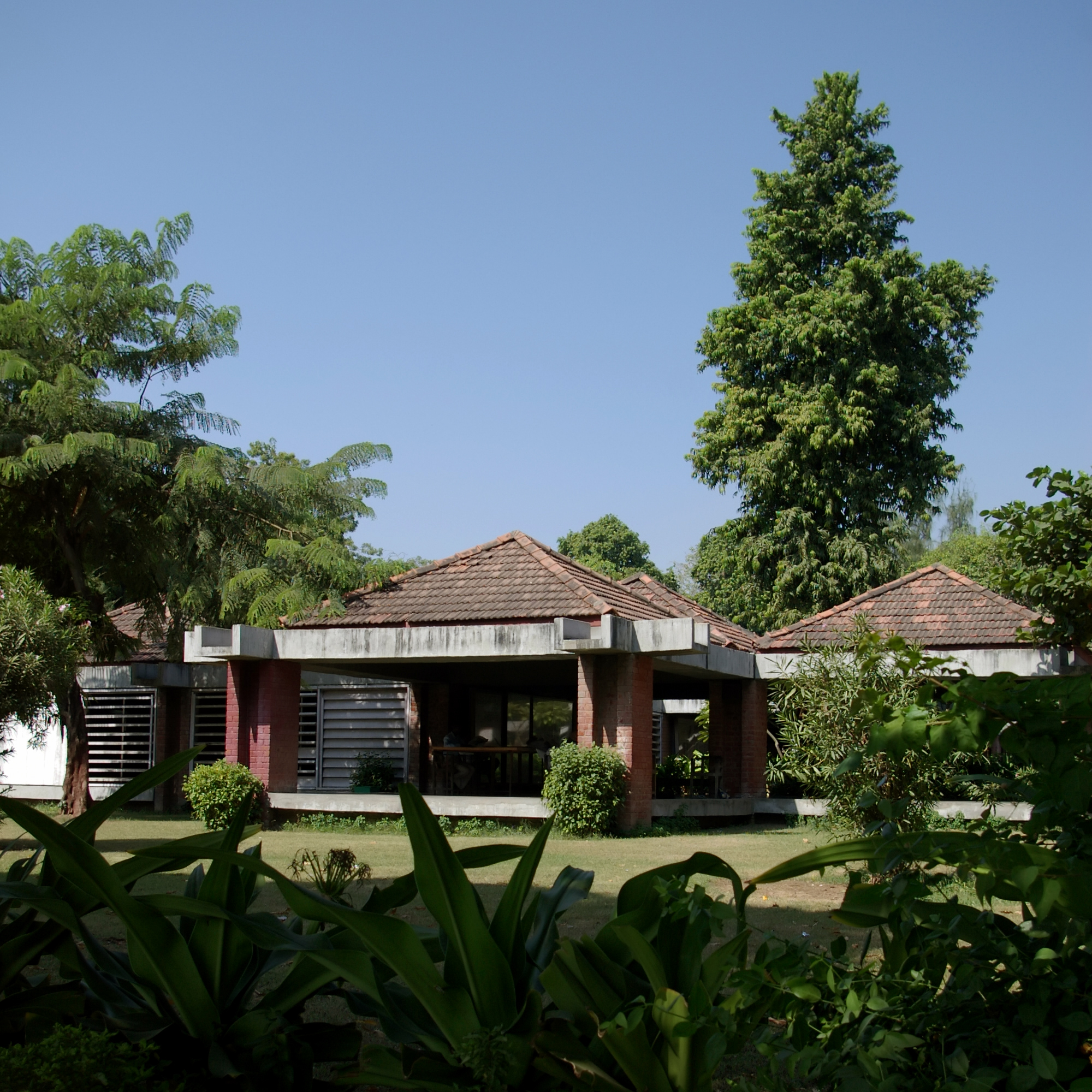
منزل غاندي وكاستوربا

ولدت كاستوربا لجوكولاداس وفراجكونويربا كاباديا في بوربندر، لا يعرف الكثير عن حياتها المبكرة. في مايو 1883، تزوجت كاستوربا ذات الأربعة عشر عاما بالمهاتما غاندي ذو الثلاث عشر ربيعا في زواج مدبر، وفقا لعادات وتقاليد المنطقة. باستعاده يوم زواجهما، قال لها غاندي ذات مرة:
«بسبب أننا لا نعرف الكثير عن الزواج، فإن الأمر لا يتعدى أن نلبس ملابس جديدة، أكل الحلويات واللعب مع الأقارب.»

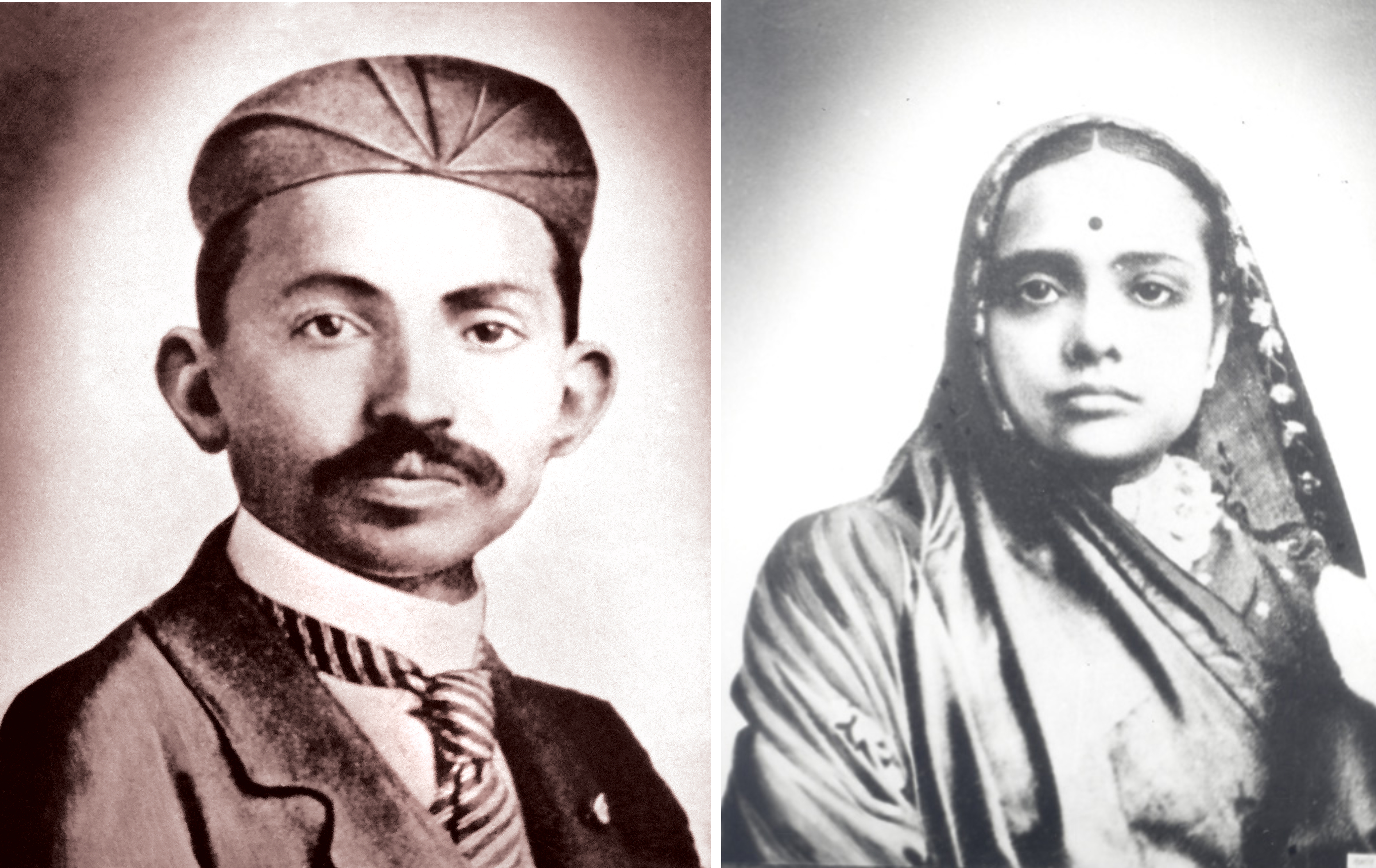
كاستوربا وغاندي عام 1902

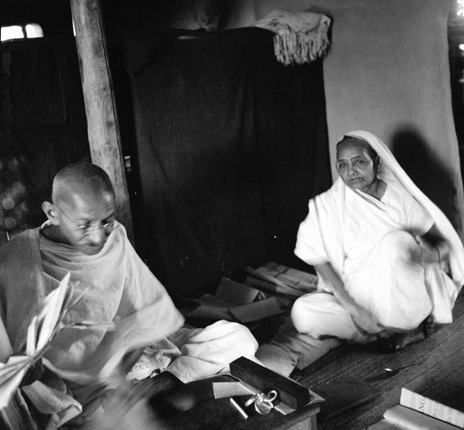
كاستوربا وغاندي في ثلاثينات القرن الماضي

ومع ذلك، كما كان التقليد السائد، بقت العروس المراهقة في منزل والدها بعد ذلك فترة زمنية طويلة، بعيدا عن زوجها. وصف المهاتما غاندي في رسائله عن ندمه لمشاعرة الشهوانية تجاه العروس الصغيرة:
«فحتى في المدرسة إعتدت أن أفكر فيها، ودائما ما كانت تلاحقني لحظة اجتماعي بها عند حلول الظلام».

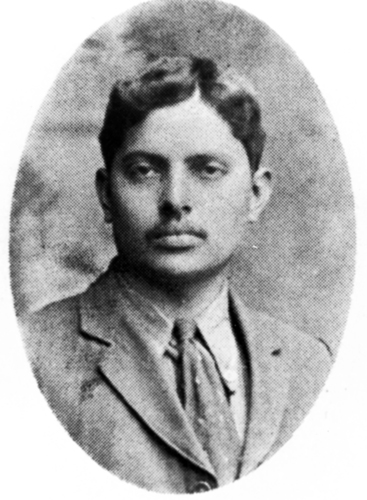
هاريلال غاندي عام 1910

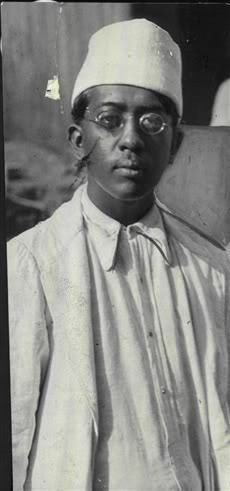
ديفداس غاندي في عشرينات القرن الماضي

عندما غادر زوجها للدراسه في لندن عام 1888، بقيت كاستوربا في الهند لتربية إبنهما حديث الولادة هاريلال غاندي. أنجبت كاستوربا ثلاثة أطفال غيره: مانيلال غاندي، رامداس غاندي، ديفداس غاندي، غير طفل (وهو أكبرهم) توفي وهو صغير جدا. وبالرغم من إنجابها أربعة أطفال آخرين، إلا أنها لم تتخطى موت إبنها البكر. يمكن وصف علاقة كاستوربا مع غاندي بالاقتباس التالي من رواية جوها «غاندي قبل الهند»:
«تميز الثنائي من الناحية العاطفية والجنسية بالوفاء الشديد وإخلاص إحداهما للأخر. ربما يرجع ذلك إلى انفصالهم المتواصل، كبقائها في بيت أهلها في بداية حياتهما معا، ثم سفر غاندي إلى لندن لإكمال تعليمة ثم انشغاله بشئون تلاميذه وبلده، لذلك كانت كاستوربا تقدر كل لحظة يقضيها غاندي معها.»

### الحياة السياسية

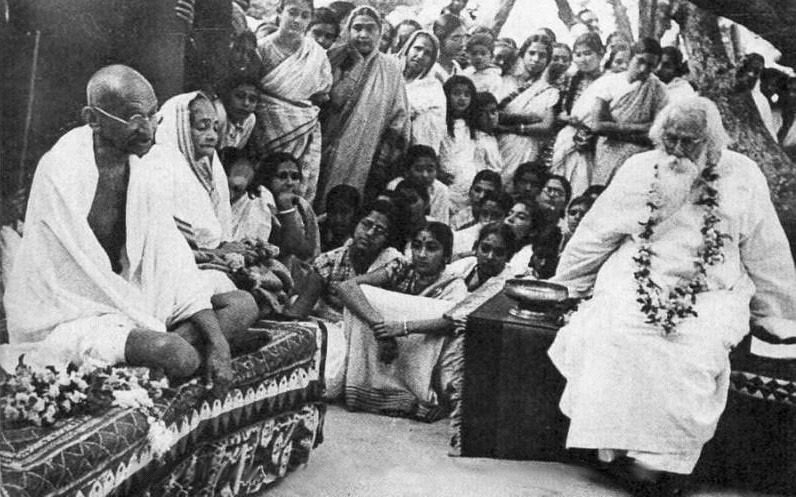
إلتقى كلا من غاندي وكاستوربا بالشاعر الشهير روبندرونات طاغور في سانتينيكتان، غرب البنغال في عام 1940.

بدأت كاستوربا حياتها السياسية في جنوب أفريقيا في عام 1904 عندما ساعدت زوجها وآخرين في إنشاء مستوطنه فونكس بالقرب من ديربان. ثم شاركت في عام 1913 في مظاهرة احتجاجا على المعاملة السيئة التي يتلقاها المهاجرون الهنود في جنوب أفريقيا، والتي تم القبض عليها فيها. غادر غاندي جنوب أفريقيا بشكل نهائي في يوليو عام 1914 وعاد ليعيش في الهند.
وبالرغم من إصابة كاستوربا بمرض إلتهاب الشعب الهوائية المزمن- والذي قد إزداد في فترة بقاءها في جنوب أفريقيا- واصلت كاستوربا في المشاركة الإجراءات المدنية والاحتجاجات المختلفة في جميع أنحاء الهند التي كان ينظمها غاندي. غالبا ما كانت تحل كاستوربا محل غاندي عند وجوده في السجن. بينما كانت تقضي معظم وقتها في مساعدة وخدمة أشرامس.
في عام 1917، ركزت كاستوربا مجهودها في مساعده المرأة على تحسين رفاهيتها في تشامباران، بيهار حيث كان غاندي يعمل مع المزارعين. فقامت بتعليم النساء النظافة الشخصية، الانضباط والمبادئ، الصحة، القراءة والكتابة. في عام 1922، شاركت كاستوربا في حركة ساتياغراها (حركة مقاومة سلمية غير عنيفة) في برساد، ولاية غوجارات. وبالرغم من عدم استطاعتها في مسيرة الملح الشهيرة في عام 1930، إلا أنها لم تستقل من العمل فاشتركت في العديد من حملات الصيانة العسكرية. كان نتيجة هذا العمل المتهور هو سجن كاستوريا لعدد هائل من المرات.
في عام 1939، شاركت كاستوربا في احتجاجات غير عنيفة ضد الراج البريطاني في راجكوت، بعد طلب نساء المدينة منها التواجد وتمثيلهم. تم القبض على كاستوربا وحبست في حبس انفرادي لمدة شهر. ساءت حالتها الصحية وبالرغم من ذلك تابعت الكفاح من أجل الاستقلال. في عام 1942، تم إلقاء القبض عليها مرة أخرى، جنبا إلى جنب مع غاندي وسائر الثوار للمشاركة في حركة خروج الهند. سجنت كاستوربا في قصر آغا خان في بونه. في ذلك الوقت إنهارت حالتها الصحية تماما، وتنفست أخر نفس لها في معتقل بونه.
إعتبرت كاستوربا عملها فوق كل شيء، كتب غاندي عن ذلك في سيرته الذاتية:
«وفقا لخبراتي الأولية، كانت كاستوربا عنيدة جدا. فعلى الرغم من جميع الضغوطات المحيطة بي، إلا أنها كانت دائما تفعل ما تتمنى. أدى هذا إلى فترات قصيرة وطويلة من القطيعة بيننا. ولكن في حياتي العامة، لفقد فقدت زوجتي بإدخالها في عملي».

### الصحة والموت
في يناير 1944، عانت كاستوربا من أزمتين قلبيتين بعد أن تم تقيضها في سريرها لفترة طويلة في ذلك الوقت. ومنذ ذلك الحين وحتى وفاتها لم يفارقها الشعور بالألم. إزداد الأمر حتى وصلت نوبات ضيق التنفس إلى نومها في الليل. طلبت كاستوربا مقابلة طبيب أيورفيدا. وبعد عده تأخيرات (والذي وجدها غاندي مشكوك فيها)، وافقت الحكومة على إرسال أخصائي في الطب الهندي التقليدي لعلاجها. في البداية إستردت كاستوربا صحتها في الأسبوع الثاني من فبراير حيث قضت كاستوربا فترة من الوقت على كرسي متحرك قبل أن تصاب بانتكاسه.
لأولئك الذين حاولوا رفع معنوياتها قائلين «ستتحسنين قريبا»، كانت دائما ما ترد كاستوربا قائلة، «لا، لقد حان وقتي الآن». وأخيراً، في 22 فبراير 1944، والذي صادف أن يكون يوم ماهاشيفراتري في تلك السنة، توفيت كاستوربا عن عمر يشارف 74 عاما.
سار اليوم على النحو التالي: في الصباح، جاء إبنها الصغير ديفداس لزيارتها. وأخبرها بأنه قد أحضر البنسلين، المخدر الشهير الذي اكتشفه ألكسندر فليمنغ، كعلاج لها. ولكن غاندي منع إبنه من حقنها. بعد موتها، صرح غاندي قائلا بأنه حتى لو سمح لديفداس بحقنها فإن زوجته الحبيبة لم تكن لتنجو. توفيت كاستوربا في أحضان زوجها، والذي لحقها في حادثة اغتيال بأربع سنوات.

## وصلات خارجية
- كاستوربا غاندي على موقع IMDb (الإنجليزية)
- كاستوربا غاندي على موقع الموسوعة البريطانية (الإنجليزية)
- غاندي وكاستوربا
- شجرة عائلة غاندي نسخة محفوظة 12 أكتوبر 2007 على موقع واي باك مشين.
- السيرة الذاتية لغاندي من موسوعة ملك ستانفورد نسخة محفوظة 9 أبريل 2010 على موقع واي باك مشين.
- أعمال من قبل مهاتما غاندي في مشروع غوتنبرغ
- مركز كتب غاندي
- مختارات من الفصل الخامس من كتاب كتابات وأقوال للمهاتما م. ك. غاندي (مترجمة إلى العربية)